# Jesenski loputar
Jesenski loputar (znanstveno ime Helvella crispa) je gliva zaprtotrosnica (Ascomycota) iz rodu loputarjev (Helvella).

## Značilnosti
Ima sedlast in zvegan klobuk bele barve z gladko površino. Bet je vzdolžno grebenast in prepreden z žilami. Meso je tenko in elastično, prijetnega vonja in okusa.
Raste v jeseni v skupinah na gozdnih tleh, v podrasti, ob poteh in parkih.

## Mikroskopske značilnosti
Trosi dozorevajo v mešičkih v katerih je po 8 trosov. Trosi so elipsasti, prosojni in veliki od 14-18 do 10-12 µm.

## Uporabnost
Velja za pogojno užitnega. Nekatere raziskave vzbujajo sum, da vsebuje giromitrin, ki spada med hidrazine in je lahko smrtno nevaren. Ta strup sicer bolj znan po gobi pomladanski hrček, ki ravno tako ponekod še vedno velja za užitnega. Giromitrin se sicer izloči s termično obdelavo, a lahko povzroči zastrupitev že vdihavanje hlapov, ki nastajajo med kuhanjem.

## Galerija slik
- Ilustracija
- Zvegan klobuk in grebenast bet